# Eduardo Milán
Eduardo Milán (Rivera, 1952) é um poeta, ensaísta e crítico literário uruguaio. Reside hoje no México, onde leciona Literatura na Universidade Nacional Autónoma de México (UNAM).

## Publicações
Publicou, entre outros, os seguintes livros de poesia:
- Estación, Estaciones (1975)
- Esto Es (1978)
- Nervadura (1985)
- Cuatro Poemas (1990)
- Errar (1991)
- La Vida Mantis (1993)
- Algo Bello que Nosotros Conservamos (1995)
- Son de Mi Padre (1996)
- Alegrial (1997)
- El Nombre es Outro (1997)
- Dedicado a lo que Queda (1997)

Sua obra poética está reunida no volume Manto (1999). Milán também publicou dois volumes de ensaios: Una Cierta Mirada (1989) e Resistir - Insistencias Sobre el Presente Poético (1994). No Brasil, foi publicada a antologia Estação da Fábula (Fundação Memorial da América Latina, 2001), com traduções de Claudio Daniel.